# コルドファンキリン
コルドファンキリン (Kordofan giraffe) は、カメルーン北部、チャド南部、中央アフリカ共和国、そして恐らくスーダン西部でみられるキリンの亜種である。
亜種名は、スーダン中央の地域であるコルドファンにちなむ。

## 生態
歴史的には、カメルーン北部の生息個体がナイジェリアキリンとされるなど、他の亜種と混同され、正確な生息域が定まらなかった。遺伝学的な調査により、ヨーロッパの動物園でナイジェリアキリンとされる個体は、実はすべてコルドファンキリンであったことも明らかとなった。第四紀にはナイジェリアキリンの祖先が東から北アフリカにかけて分布し、その後はサハラ砂漠の発達に伴い、現在の生息域である西アフリカのサヘル地帯に移動していったことも示唆された。他の多くの亜種と比べて体高は3.8から4.7 mと小さく、脚の内側の斑点はより不規則である。

## 人間との関係
野生では約2000個体が生存しているが、クリスチャン・サイエンス・モニターは密猟によってコンゴ民主共和国のガランバ国立公園には38頭の個体しかいなくなったと報じている。コルドファンキリンの皮は贅沢品に使われ、肉は密猟者が何週間も食べるのに十分な量が取れると言われる。最近の遺伝学的研究では、これらの亜種の保護をさらに重要にするキリンの異なる遺伝的集団も示されている。